# Constantine Manos
Constantine "Costa" Manos (Colúmbia, 12 de outubro de  1934 – 3 de janeiro de 2025) foi um fotógrafo greco-americano conhecido por suas fotografias de Boston e da Grécia. Seu trabalho foi publicado em Esquire, Life, e Look.

## Carreira
Manos começou a tirar fotografias quando se juntou ao clube de câmeras da sua escola. Aos 19 anos, ele foi contratado para ser o fotógrafo oficial da Orquestra Sinfônica de Boston, em Tanglewood. Suas fotografias da orquestra culminaram em 1961 com seu primeiro trabalho publicado, Portrait of a Symphony.
Manos graduou-se na Universidade da Carolina do Sul em 1955, com especialização em literatura Inglesa. Serviu nas forças armadas e mudou-se então para Nova Iorque, trabalhando para compartimentos. De 1961 a 1964, Manos viveu na Grécia, fotografando pessoas e a paisagem. Este trabalho resultou em A Greek Portfolio, publicado em 1972 e que ganhou prêmios em Arles e Leipzig. Em 1963, Manos entrou para a Magnum Photos.
Em 1974, Manos foi contratado pela cidade de Boston para fazer as fotografias para o "Onde está Boston?", uma exposição em homenagem aos 200 anos de Boston. As fotos dessa exposição foram publicadas no livro Bostonians: Photographs from Where's Boston?. Ele também trabalhou em projetos para Time-Life.
Em 1995, American Color foi publicada, contendo as fotografias recentes de Manos dos povos americanos. Uma carteira grega foi reeditada em 1999, seguida de uma exposição de seu trabalho no Museu Benaki, de Atenas. Em 2003, ele foi agraciado com a Medalha Leica de Excelência.
Manos morreu no dia 3 de janeiro de 2025, aos 90 anos.

## Prêmios
- Medalha Leica de Excelência (2003)
- Prêmio Arles (1972)
- Prêmio de Diretores de Arte de Nova Iorque (1966)